# Jordi de Vic
|  | Aquest article tracta sobre el bisbe de Vic del segle X. Si cerqueu el bisbe de Vic del segle XV, vegeu «Jordi d'Ornós». |

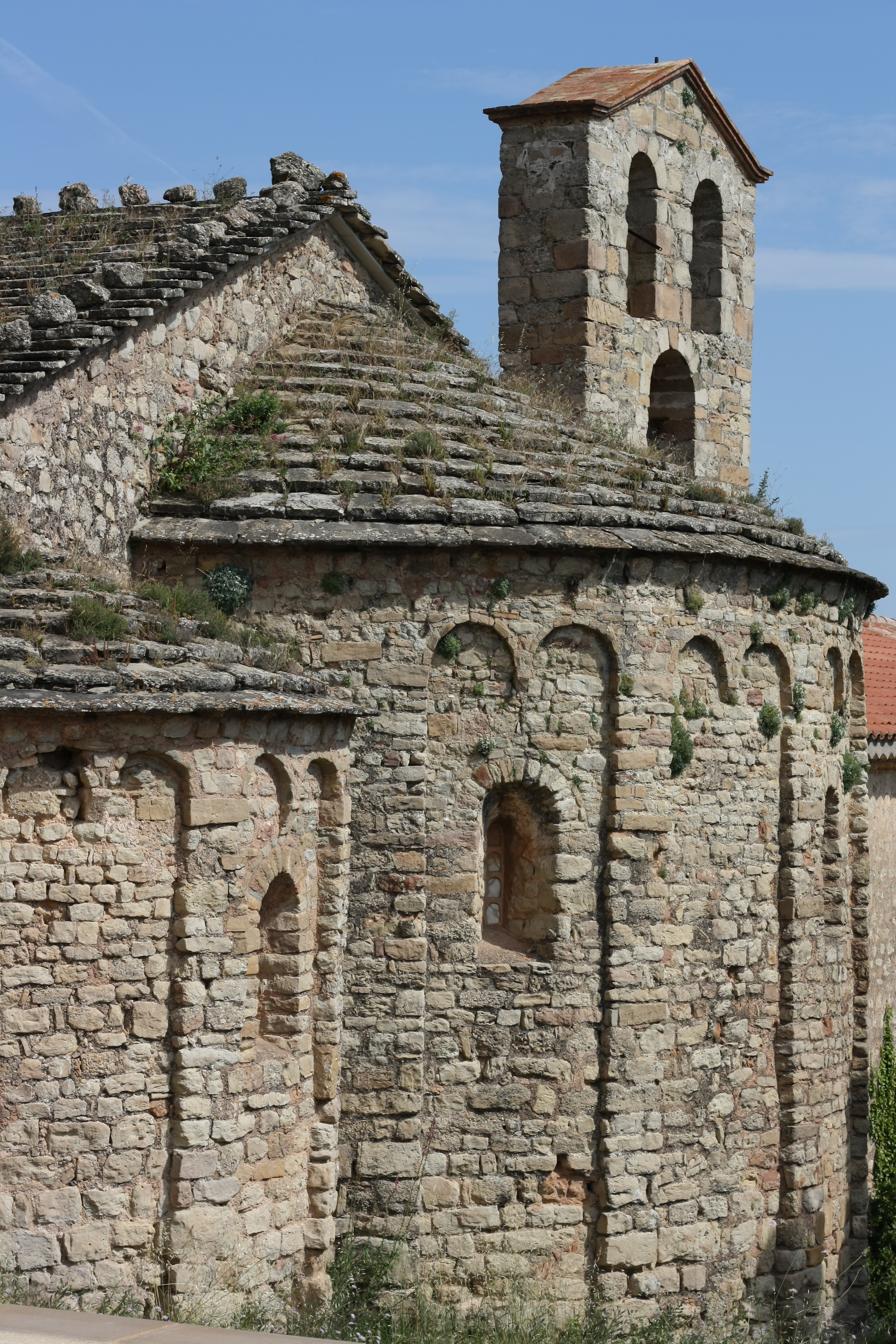
Imatge del monestir de Santa Cecília de Montserrat, fundat per Jordi de Vic.

Jordi fou bisbe de Vic des de mitjans de l'any 914 fins com a mínim l'any 947.
Fou elegit com a bisbe de Vic per aclamació de la seva comunitat. Per consell del bisbe Teodoric de Barcelona, els principals electors anaren a Girona. Durant aquest viatge, el bisbe Guigó, acostumat a viatjar a la metròpoli, quedà encarregat de presentar-lo a l'arquebisbe de Narbona, i va advisar aquest de l'assumpte amb Riculf, bisbe d'Elna, Reginard de Besiers i Teodoric (Thierry) de Lodeva, que li digueren que si els bisbes Armand de Tolosa, Guimerà de Carcassona, Gerard de d'Agde, Ucbert Neumacense (Hubert de Nimes?), Gunterio de Magalona i Adulf de Pallars, amb l'aprovació del metropolità Agi podien fer el que demanaven els de l'església osonenca. No hi hagué inconvenient i es confirmà mitjançant escriptura signada el 17 de juny del 914 per quatre bisbes, dels que Villanueva esmenta Reginard, Gerard i Teodoric, el nom del primer signant no es pot llegr. D'aquest procedir Villanueva comenta que se seguia encara el cànon del concili Valentino (Valentí?) de l'any 546, pel que a la mort d'un bisbe acudís l'immediat, en aquest cas Teodoric de Barcelona que fa l'ofici de visitador i té cura del funeral del finat i presideix l'elecció del successor. Això també passà més tard a la mort del bisbe Guadamir. També n'extreu la vigència del costum de requerir el consentiment de l'elecció del bisbe a la de la resta de bisbes de l'arxidiòcesi, quinze en el cas de la Narbonense.
De l'episcopat de Jordi consta la consagració, a precs del comte d'Urgell Sunyer i del seu fill Ermengol, de l'església de Santa Maria de Moià (Modeliano) l'any 939. També confirmà Jordi el 945 la fundació del monestir de Santa Cecília de Montserrat, feta cinc anys abans pel comte Sunyer de Barcelona i Urgell i per la seva muller Riquilda de Tolosa que també signen l'ardiaca Guadamir, i Ató com a notari, que Villanueva creu que foren els bisbes successors d'aquest. Jordi apareix també implicat en un judici fet el 7 de febrer del 947 en què es disputava la possessió de certs alous per part del bisbat, confirmant-se la seva possessió a ell i els seus successors. Per aquest i altres arguments fixa Villanueva la seva mort en data posterior.